# Barkai-Loge
Die Barkai-Loge (Barkai = Morgenröte) war eine Freimaurerloge in der Stadt Jaffa im osmanischen Palästina mit muslimischen, christlichen und jüdischen Mitgliedern.

## Geschichte
Barkai wurde 1891 von Juden und Christen unter dem Namen Le port du Temple de Salomon gegründet und wurde, nach einer Unterbrechung, 1906 mit französischer Hilfe reaktiviert. Sie bestand durchgehend nur bis zum Ausbruch des Ersten Weltkriegs. Mit dem Zuwachs muslimischer Mitglieder wurde sie zur größten Loge im südlichen Palästina, das sich unter osmanischer Verwaltung befand. In Jaffa entstanden in der Folge mehrere weitere Logen, darunter die Moriah-Loge, eine Abspaltung der Barkai-Loge vom März 1913. Die Logen dienten einer Mittelklasse von Freiberuflern, Kaufleuten und regierungsnahen leitenden Angestellten als soziales Netzwerk und verfolgten auch philanthropische Ziele.
Anfang 1908 zählte die Barkai-Loge 37 Mitglieder (57 Personen waren vor dem Juli 1908 in ganz Palästina Freimaurer), davon waren drei Personen Muslime. Infolge der politischen Veränderungen im Juli 1908 (Jungtürkische Revolution) stieg ihr Anteil deutlich an. Bereits Ende 1908 hatte die Loge 14 muslimische und sechs christliche und jüdische Neumitglieder. 1906 bis 1915 nennt das Verzeichnis des Grand Orient de France (Archivkasten 1126–27 und Tidhar, Barkai: Album ha-yovel) 37 % Muslime (45 % von 157 dokumentierten Personen in ganz Palästina von 1906 bis 1915), 32 % Christen (33 %) und 28 % Juden (22 %) unter den Freimaurern der Barkai-Loge. Bei 3 % der Barkai-Mitglieder ist die religiöse Zugehörigkeit heute unbekannt. Mindestens sechs der Neuzugänge waren Absolventen der Amerikanischen Universität Beirut und auch mehrere Studienabgänger aus Istanbul befanden sich unter ihnen, wo 1909–1910 mindestens sieben neue oder reaktivierte Logen entstanden.
Neun Angestellte der Ottomanischen Bank in Jaffa und Jerusalem waren Freimaurer. Da der Zugang zu den Logen an die Unterstützung von mindestens zwei etablierten Mitgliedern gebunden war, waren 32 % der Neuzugänger von Logen in ganz Palästina familiär eng mit den bestehenden Mitgliedern verbunden. Das durchschnittliche Alter der Neumitglieder lag bei 31,8 Jahren zum Zeitpunkt der Einführung. 22 % gehörten mehreren Logen an. Viele Mitglieder standen dem Komitee für Einheit und Fortschritt nahe. Logensprachen waren Französisch und Arabisch. Im Juni 1910 bemühten sich die Mitglieder der Barkai-Loge um die Wiederbelebung der inaktiven Salomon-Tempel-Loge in Jerusalem. 22 Barkai-Mitglieder schlossen sich darauf dieser Jerusalemer Loge an.
Ein Empfehlungsschreiben einer lokalen Freimaurerloge, für Mitglieder ein sogenannter Passeport maçonnique, galt auch Nichtmitgliedern als erstrebenswertes Gut. So erhielt Yosef Eliyahu Chelouche vom Leiter der Barkai-Loge, Iskandar Fiuni (Alexander Fiani), eine schriftliche Zusicherung seiner Verlässlichkeit zuhanden eines griechischen Kaufmanns in Ägypten.
Nach dem Ende des Ersten Weltkriegs und Internierung mehrerer Mitglieder in Anatolien versuchte der 1919 nach Jaffa zurückgekehrte Cesar Araktinji die Tätigkeit der Loge erneut aufzunehmen, fand deren Räume und seine private Wohnung jedoch zerstört vor. 1920–1924 wurde ihre Arbeit erneut verunmöglicht, als die Unruhen von Jaffa das gesellschaftliche Klima vergifteten. Die verbliebenen Mitglieder schlossen sich ab 1929 Logen an, deren Mitglieder sich primär als arabisch definierten. Die Archive der Barkai-Loge sind seit dem Ersten Weltkrieg zerstört oder verschollen, was die Forschung erschwert. Eine gleichnamige Nachfolger-Loge bestand im Jahr 2000.

## Mitglieder
Ohne nähere Zuordnung zu bestimmten Logen waren die folgenden einflussreichen Familien Palästinas in Freimaurerlogen vertreten (herausragende Personen und Beschreibung in Klammern):
Muslime waren meist in Staatsfunktionen tätig:
- Arafat (Familie von Textilienhändlern,[4] davon Kemal al-Din Arafat, Bürgermeister von Nablus),
- Abu Ghazaleh (Rafiq und Suleiman Abu Ghazaleh, Zivilrichter),
- Abu Khadra (Said Abu Khadra, Stadtrat in Gaza),
- al-Bitar (Umar al-Bitar, Bürgermeister von Jaffa),
- al-Dajani (einflussreiche Familie in Jaffa, acht Familienmitglieder gehörten Logen an),
- al-Khalidi (Notabeln in Jerusalem, vier Familienmitglieder gehörten Logen an, davon Jamil al-Khalidi mit Doppelmitgliedschaft),
- al-Naschaschibi (Notabeln in Jerusalem, davon Raghib an-Naschaschibi mit Doppelmitgliedschaft),
- al-Nusseibeh.

Christen stammten meist aus Familien der Mittelschicht und arbeiteten im Handel und in den Freien Berufen:
- Burdqush,
- al-Issa (griechisch-orthodoxe Kaufmannsfamilie aus Jaffa, Herausgeber der Zeitung Filastin, davon 1906 Youssef al-Issa),[5][1]
- Khoury,
- Mantura,
- Sleim,
- Soulban,
- Tamari.

Juden stammten meist aus der aschkenasischen Einwanderung von 1880–1890, waren osmanisch eingebürgert und Zitrus-Pflanzer oder auch Kaufleute sephardisch-maghrebinischer Herkunft:
- Amzalek,
- Elyashar (Kaufmanns- und Rabbinerfamilie in Jerusalem),
- Mani (einflussreiche Familie in Hebron)
- Moyal (David Moyal, Anwalt in Landgeschäften)
- Panijel,
- Taranto,
- Valero (Bankiersfamilie aus Istanbul, drei Familienmitglieder gehörten Logen an).